# Ґаннібал (манґа)
Ґаннібал (яп. ガンニバル, Gan'nibaru) — японська серія манґи написана та ілюстрована Масаакі Ніномією. Вона серіалізувалась у журналі Weekly Manga Goraku від Nihon Bungeisha з жовтня 2018 по листопад 2021 і опублікована у тринадцяти томах. У грудні 2022 відбулась прем'єра адаптації у форматі телевізійної драми. Було анонсовано другий сезон.
У 2021 році видавництво «Наша ідея» розпочало випуск манґи українською мовою.

## Медіа

### Манґа
Серія, написана та проілюстрована Масаакі Ніномією, випускалась в тижневому журналі Nihon Bungeisha від Weekly Manga Goraku з 5 жовтня 2018 року по 26 листопада 2021 року. Її розділи було зібрано в тринадцять томів танкобон. 16 грудня 2022 року в Weekly Manga Goraku вийшов спеціальний розділ на честь прем'єри телесеріальної адаптації.
Переклад українською мовою виходить друком у видавництві «Наша ідея».

#### Список томів
| №  | Японською         | Японською              | Українською      | Українською            |
| №  | Дата виходу       | ISBN                   | Дата виходу      | ISBN                   |
| -- | ----------------- | ---------------------- | ---------------- | ---------------------- |
| 1  | 18 лютого 2019    | ISBN 978-4-53-713881-8 | 31 липня 2021    | ISBN 978-617-7678-69-3 |
| 2  | 20 травня 2019    | ISBN 978-4-53-713924-2 | 20 жовтня 2021   | ISBN 978-617-7678-79-2 |
| 3  | 19 серпня 2019    | ISBN 978-4-53-713969-3 | 15 лютого 2022   | ISBN 978-617-7678-93-8 |
| 4  | 18 листопада 2019 | ISBN 978-4-53-714174-0 | 15 жовтня 2022   | ISBN 978-617-8109-16-5 |
| 5  | 29 січня 2020     | ISBN 978-4-53-714195-5 | 15 лютого 2023   | ISBN 978-617-8109-29-5 |
| 6  | 20 квітня 2020    | ISBN 978-4-53-714233-4 | 2 липня 2023     | ISBN 978-617-8109-58-5 |
| 7  | 9 липня 2020      | ISBN 978-4-53-714260-0 | 7 листопада 2023 | ISBN 978-617-8109-79-0 |
| 8  | 9 жовтня 2020     | ISBN 978-4-53-714292-1 | 7 березня 2024   | ISBN 978-617-8396-11-4 |
| 9  | 9 січня 2021      | ISBN 978-4-53-714327-0 | —                | —                      |
| 10 | 8 квітня 2021     | ISBN 978-4-53-714362-1 | —                | —                      |
| 11 | 16 липня 2021     | ISBN 978-4-53-714388-1 | —                | —                      |
| 12 | 18 листопада 2021 | ISBN 978-4-53-714434-5 | —                | —                      |
| 13 | 28 лютого 2022    | ISBN 978-4-53-714465-9 | —                | —                      |

### Телесеріал
14 жовтня 2021 року компанія Disney+ оголосила про вихід японської телесеріальної адаптації під час презентації контенту в Азійсько-Тихоокеанському регіоні. Її режисером став Шіндзо Катаяма, сценарій написав Такамаса Ое, а продюсерами виступили — Терухіса Ямамото та Тацуя Івакура. Головні ролі зіграли Юя Ягіра, Ріхо Йошіока та Шоу Касамацу. Прем'єра відбулася на Disney+ 28 грудня 2022 року. Серіал транслювався компаніями Hulu в Сполучених Штатах і Disney+ в решті світу.
21 вересня 2023 року було анонсовано другий сезон.

## Сприйняття
Десятий том було обрано для участі в конкурсі на Міжнародному фестивалі коміксів в Ангулемі у 2023 році. Тираж серії — два мільйони примірників.